# Síntesis analítica de mecanismos
La síntesis analítica de mecanismos es un proceso algebraico y poco intuitivo que consiste en el diseño de mecanismos a partir de posiciones deseadas o establecidas. Aun así, su naturaleza algebraica lo hace bastante adecuado para computarización.

## Tipos de síntesis cinemática
Erdman y Sandor definen tres tipos de síntesis cinemática:
Generación de función: es la correlación de una función de entrada con una función de salida en un mecanismo. El resultado, por lo general, es un mecanismo de doble balancín o un mecanismo manivela-balancín, con entrada y salida de rotación pura. Un mecanismo manivela-corredera también puede ser un generador de función, impulsado por ambos extremos, es decir, rotación de entrada y traslación de salida o viceversa.
Generación de trayectoria: es el control de un punto en el plano de modo que siga alguna trayectoria prescrita. Esto por lo general se logra con un mecanismo de cuatro barras manivela-balancín o uno de doble balancín, en donde un punto en el acoplador traza la trayectoria de salida deseada. En la generación de trayectoria no se hace ningún intento de controlar la orientación del eslabón que contiene el punto de interés. La curva del acoplador se hace pasar por una serie de puntos de salida deseados. Sin embargo, es común que se defina la temporización del arribo del punto del acoplador hacia las locaciones particulares definidas a través del recorrido. Este caso es llamado generación del recorrido con temporización prescrita y es análoga a la generación de función en esta salida de función específica.
Generación de movimiento: es el control de una línea en el plano cuando ésta asume algún conjunto de posiciones prescritas. Esta orientación del eslabón a la línea es importante. Este se acompaña con un mecanismo de cuatro barras manivela-balancín o uno de doble balancín, en donde el punto del acoplador traza la trayectoria de salida deseada y el mecanismo también controla la orientación angular del eslabón acoplador que contiene la línea de salida de interés.

## Puntos de precisión
Los puntos o posiciones prescritas por ubicaciones sucesivas del eslabón de salida (acoplador o balancín) en el plano, en general se conocen como puntos de precisión o posiciones de precisión. El número de puntos de precisión que pueden sintetizarse está limitado por el número de ecuaciones disponibles para su solución. El mecanismo de cuatro barras puede sintetizarse por medio de métodos de forma cerrada, para hasta cinco puntos de precisión para generación de movimiento o trayectoria con temporización prescrita (salida de acoplador), y hasta siete puntos para generación de función (salida de balancín). La síntesis de dos o tres puntos de precisión es relativamente directa, y en cada uno de estos casos puede reducirse a un sistema de ecuaciones lineales simultáneas fáciles de resolver con una calculadora. Los problemas de síntesis de cuatro o más posiciones implican la solución de sistemas de ecuaciones no lineales y, por lo tanto, son más complicadas por lo que se requiere una computadora para resolverlos.